# هانس هس (ورزشکار)
هانس هس (انگلیسی: Hans Hess؛ زادهٔ ۱ ژانویهٔ ۱۹۰۲) از برندگان مدال‌های بازی‌های المپیک زمستانی اهل آلمان است.